# Semana del Aprendizaje Móvil
La Unesco participa en la celebración de la Semana del Aprendizaje Móvil.

## Celebración
La Unesco participa en la celebración de la Semana del Aprendizaje Móvil.

Semana del Aprendizaje Móvil
La tecnología para empoderar a niñas y mujeres
¡Ya comenzó la Semana del Aprendizaje mediante Dispositivos Móviles 2015 !
Este emblemático evento de la UNESCO en materia de uso de las TIC en la enseñanza se prolongará del 23 al 27 de febrero y tendrá lugar en París, en la Sede de la Organización. El tema es cómo dotar de autonomía a las niñas y las mujeres. Anótelo en su calendario e inscríbase ya.
- INSCRIPCIÓN PARA LA MLW 2015

La MLW tendrá más volumen y repercusión
La UNESCO se asociará con la organización ONU Mujeres para realzar la notoriedad y repercusión del evento. El año pasado, la MLW contó con más de 700 participantes procedentes de más de 60 países. Este año, cabe esperar un mayor número de asistentes y mejores oportunidades de intercambiar conocimientos y establecer redes.
- LEA LA NOTA CONCEPTUAL

La MLW ofrece nichos temáticos para todos
Tanto si usted está vinculado a un gobierno, una ONG o una organización internacional, como si es miembro de una empresa o una universidad, la MLW tiene algo que ofrecerle
Unesco

## Temas de la Semana del Aprendizaje Móvil
| Año                           | Tema                                                                    |
| ----------------------------- | ----------------------------------------------------------------------- |
| 23 al 27 de febrero de 2015   | La tecnología para empoderar a niñas y mujeres                          |
| 17 al 21 de febrero de 2014   | Empoderando a los profesores con la tecnología                          |
| 18 al 22 de febrero de 2013   | Semana de la UNESCO del aprendizaje mediante dispositivos móviles, 2013 |
| 12 al 16 de diciembre de 2011 | Primera Semana del Aprendizaje Móvil de la UNESCO                       |